# (4218) Demottoni
(4218) Demottoni es un asteroide perteneciente al cinturón de asteroides, descubierto el 16 de enero de 1988 por Henri Debehogne desde el Observatorio de La Silla, Chile.

## Designación y nombre
Designado provisionalmente como 1988 BK3. Fue nombrado Demottoni en honor al astrónomo italiano Glauco de Mottoni y Palacios.